# Hyperolius torrentis
Hyperolius torrentis és una espècie de granota de la família dels hiperòlids que viu a Ghana i Togo.
Està amenaçada d'extinció per la pèrdua del seu hàbitat natural.